# Río Balsas
El río Balsas es un río del Eje Neovolcánico sur de México que fluye con el nombre de Mezcala en dirección oeste entre los estados de Guerrero y Michoacán hasta desembocar en el océano Pacífico. El río discurre antes por los estados de Puebla y Tlaxcala llamándose Atoyac. 
Con un escurrimiento superficial de 24 944 hm³ y con una longitud de 1000 km, es uno de los más largos del país.  
Drena además una parte importante de la Ciudad de México, los estados de México y Morelos. También toca una pequeña parte de Veracruz, Oaxaca y Jalisco, la que es conocida como depresión del Balsas.
La cuenca o depresión del río Balsas se encuentra en una zona de convergencia entre las placas de Cocos y Americana, en una Costa de colisión continental, de acuerdo con la clasificación de Inman y Nordstrom (1971).

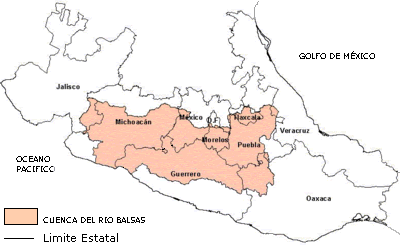
Cuenca del río Balsas

## Principales afluentes
El río Balsas nace en la confluencia de los ríos Zahuapan y Alseseca desde Tlaxcala a Puebla, donde se llama Atoyac, confluyen todavía en Puebla los ríos Nexapa y Mixteco.
De aquí fluye a través del norte de Guerrero, integrando las aguas de los ríos Yautepec y Cutzamala hasta frontera con Michoacán. 
Desde donde se une el Cupatitzio, y desemboca en el Océano Pacífico con el nombre de río Mezcala.

## Curso

### Sección Atoyac
El río Atoyac se forma en la Sierra Nevada, en el estado de Puebla. El río penetra en el territorio del estado de Tlaxcala, de donde vuelve al territorio poblano para regar el extenso valle de Puebla-Tlaxcala, donde se unen las aguas del Zahuapan. 
En el sur del municipio de Puebla es embalsado, junto con el Alseseca en la presa Manuel Ávila Camacho, conocida también como presa de Valsequillo. 
El río prosigue su curso hacia el suroeste, atravesando los valles de Atlixco y Matamoros, donde el río Nexapa es integrado. 
Los tres valles constituyen la zona más poblada del estado de Puebla, y concentran buena parte de la actividad agrícola e industrial del estado.
Continúa por la mixteca poblana donde prende las aguas del Río Mixteco proveniente de Oaxaca, uniendo el resto de la mixteca con Guerrero donde continúa.

### Sección Mezcala

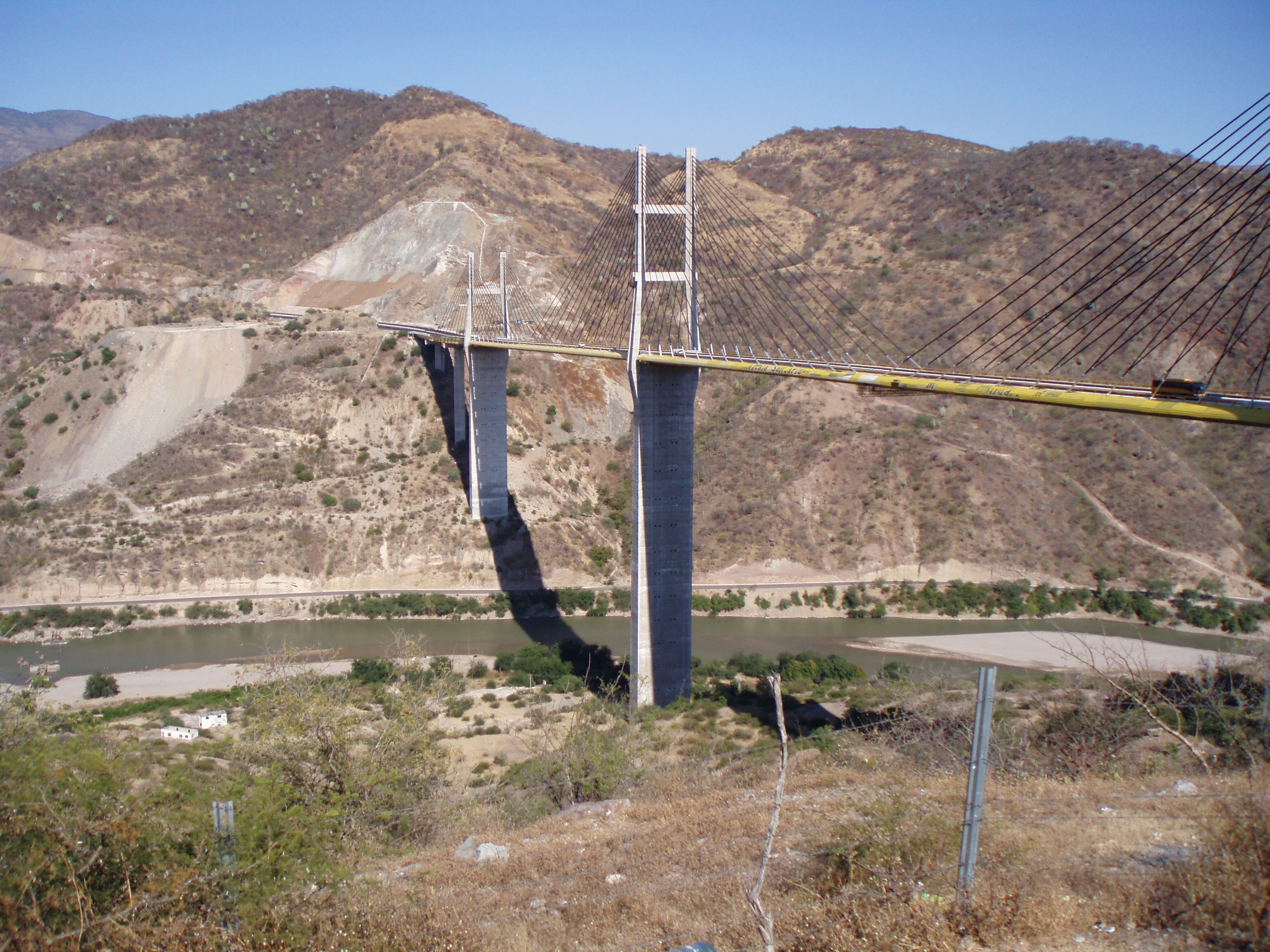
Vista del Puente Mezcala Solidaridad

El Balsas avanza en dirección oeste por la parte norte del estado de Guerrero, un tramo en el que es llamado río Mexcala. Recibe muchos afluentes no muy largos, de pequeños valles, como el río Amacuzac, que llega por la mano derecha desde Morelos con las aguas del río Yautepec. 
El valle del río es cruzado por el Puente Mezcala Solidaridad de la Autopista del Sol (95D) que comunica a la ciudad de Cuernavaca (en el estado de Morelos) con Acapulco, en la costa del estado de Guerrero.
Después el río llega a la cola del embalse de la presa de El Caracol, donde recibe por la derecha, al río San Juan. Sigue hacia el este su discurrir incorporando nuevos afluentes, como los ríos Yextla y El Aguacate y atravesando varias localidades, como San Miguel Totolapan, Ajuchitlán del Progreso y Tlapehuala. 
Bordea por el sur la Ciudad Altamirano, casi en la frontera entre Guerrero y Michoacán, que con 25.317 hab. en 2010 es la ciudad más importante en el curso medio del río y tras atravesar Coyuca de Catalán recibe por la derecha al río Cutzamala, justo en la frontera interestatal. 
A partir de aquí y hasta su desembocadura, el Balsas forma la frontera entre los estados de Guerrero (al sur) y Michoacán (al norte). En este largo tramo incorpora las aguas de los afluentes Placeres del Oro y Chiquito y pasa por la pequeña localidad de Zirándaro de los Chávez. Llega después el río a la larga cola del embalse de la presa del Infiernillo, y, en ese tramo embalsado, recibe al río Grande y al río Cupatitzio. 
Tras más de 70 km de tramo embalsado llega a la presa, en Infiernillo, y tras virar finalmente hacia el sur, sale de los valles montañosos interiores y emprende su último tramo, ya en la vertiente costera. 
Desemboca en el océano Pacífico en la bahía Petacalco, cerca de la ciudad de Lázaro Cárdenas, que con 178.817 hab. en 2010, es la ciudad más importante localizada en sus orillas.
Otros afluentes menos importantes son los ríos Calderón, Tepalcatepec, Del Marqués, Purungueo y Zacatula.

## Véase también

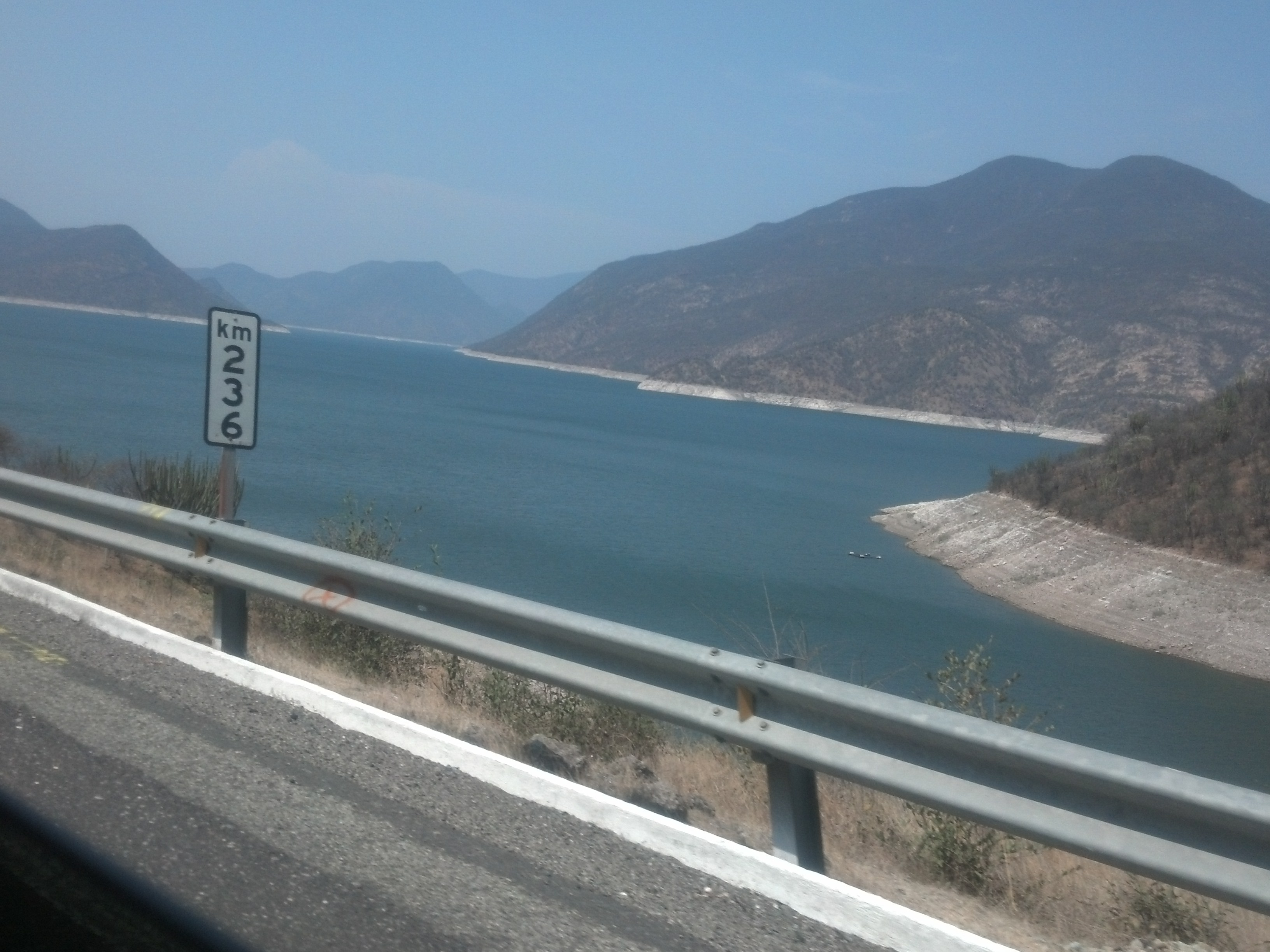
Río Balsas desde la autopista Siglo XXI en Michoacán, México.